# Élections régionales de 2020 à Hambourg
Les élections régionales de 2020 à Hambourg (en allemand : Bürgerschaftswahl in Hamburg 2020) ont lieu le 23 février 2020 afin d'élire les 121 membres de la 22e législature du Bürgerschaft de la ville libre et hanséatique de Hambourg.
Le Parti social-démocrate d'Allemagne arrive en tête, bien qu'en fort recul en nombre de voix. Les Grünen prennent la deuxième place et enregistrent leur record électoral dans ce land. Déstabilisés par une crise politique en Thuringe le mois précédent, la CDU et le FDP sont en nette baisse, tandis que l'AfD en connait une légère. La CDU obtient son plus faible score dans un land depuis 1951, et le FDP échoue a atteindre le seuil électoral de 5 %.

## Contexte
Le SPD perd aux élections régionales de 2015 sa majorité absolue, ce qui le force à se tourner vers l'Alliance 90 / Les Verts pour constituer une coalition rouge-verte, qui permet à Olaf Scholz d'être reconduit dans ses fonctions de premier bourgmestre le 15 avril 2015.
Lors des élections fédérales allemandes de 2017, la CDU devient la premier parti de la région avec 27,2 % des suffrages. Le SPD suit avec 23,5 % des voix. 
Au cours de l'année 2019, les Verts décollent dans les sondages et sont donnés à plus de 20 % des intentions de vote. Aux élections européennes de 2019, l'Alliance 90 / Les Verts devient le premier parti de la région avec 31,1 % des suffrages récoltés.

### Campagne électorale
La circulation en ville fait partie des thèmes principaux de la campagne. Les Verts et Die Linke souhaitent diminuer le nombre de voitures circulant en ville dans le cadre du débat sur le climat et proposent des mesures telles que des interdictions de circuler en voiture ou la suppression de places de stationnement. Le SPD a d'abord pris ses distances avec son partenaire de coalition avant de soutenir des interdictions de circuler dans certaines rues. La CDU soutient également les rues interdites aux voitures et promet de diminuer le prix des transports en commun par l'extension à tous des billets à prix réduits.
En revanche, le FDP et l'AfD s'opposent à des politiques climatiques jugées trop ambitieuses, telles que la construction de pistes cyclables sur 35 km.
Le logement fait aussi partie des grands thèmes de la campagne. Face au mécontentement d'une partie de la population, notamment concernant les loyers élevés, Die Linke propose d'introduire un plafonnement des loyers tel qu'il est déjà pratiqué à Berlin. Contrairement à la section berlinoise, Les Verts s'opposent à cette mesure.

## Mode de scrutin
Le Bürgerschaft est constitué de 121 députés (Mitglied der Hamburgischen Bürgerschaft, MdHB) élus pour une législature de cinq ans au suffrage universel direct et suivant le scrutin proportionnel de Sainte-Laguë par les résidents hambourgeois âgés de 16 ans et plus.
Chaque électeur dispose de dix voix, selon le principe du « vote cumulatif », qui se répartissent ainsi :
- cinq voix de circonscription (Wahlkreisstimmen) lui permettent de voter pour un ou plusieurs candidats de sa circonscription, le Land étant divisé en 17 circonscriptions plurinominales, pourvoyant chacune entre trois et cinq sièges pour un total de 71 députés ;
- cinq voix régionales (Landesstimmen) lui permettent de voter pour une ou plusieurs listes de candidats ou un ou plusieurs candidats au niveau du territoire municipal.

À l'issue du scrutin, l'intégralité des 121 sièges est répartie proportionnellement aux voix régionales entre les partis ayant franchi le seuil électoral, fixé à 5 % des suffrages exprimés au niveau de la ville. Si un parti a remporté des mandats de circonscription selon les règles du scrutin majoritaire plurinominal, ses sièges sont d'abord pourvus par ceux-ci. Les éventuels sièges restants sont attribués aux candidats de la liste municipale, en tenant compte du nombre de suffrages reçus personnellement par chacun d'eux.
Dans le cas où un parti obtient plus de mandats dans les circonscriptions que le total attribué par la proportionnelle, il conserve ces mandats dits « surnuméraires ». Le nombre total de députés du Bürgerschaft est alors augmenté par l'attribution de mandats dits « compensatoires » aux autres partis, afin de rétablir une composition proportionnelle aux voix régionales. Si un parti échoue à franchir le seuil des 5 % mais obtient des mandats de circonscription, il les conserve mais aucun mandat compensatoire n'est créé.

## Principales forces
| Parti | Parti                                                                              | Idéologie                                                                      | Chef de file                             | Résultats de 2015          |
| ----- | ---------------------------------------------------------------------------------- | ------------------------------------------------------------------------------ | ---------------------------------------- | -------------------------- |
|       | Parti social-démocrate d'Allemagne Sozialdemokratische Partei Deutschlands         | Centre gauche Social-démocratie, troisième voie, progressisme                  | Peter Tschentscher (Premier bourgmestre) | 45,7 % des voix 58 députés |
|       | Union chrétienne-démocrate d'Allemagne Christlich Demokratische Union Deutschlands | Centre droit Démocratie chrétienne, conservatisme, libéralisme                 | Marcus Weinberg                          | 15,9 % des voix 20 députés |
|       | Alliance 90 / Les Verts Bündnis 90/Die Grünen                                      | Centre gauche Écologie, progressisme                                           | Katharina Fegebank                       | 12,2 % des voix 15 députés |
|       | Die Linke                                                                          | Gauche Socialisme démocratique, anticapitalisme                                | Cansu Özdemir                            | 8,5 % des voix 11 députés  |
|       | Parti libéral-démocrate Freie Demokratische Partei                                 | Centre droit Libéralisme, social-libéralisme                                   | Anna von Treuenfels-Frowein              | 7,4 % des voix 9 députés   |
|       | Alternative pour l'Allemagne Alternative für Deutschland                           | Droite à extrême droite National-conservatisme, souverainisme, euroscepticisme | Dirk Nockemann                           | 6,1 % des voix 8 députés   |

## Sondages
| Institut                | Date              | SPD    | Grünen | CDU    | Linke  | AfD   | FDP   | Autres |
| ----------------------- | ----------------- | ------ | ------ | ------ | ------ | ----- | ----- | ------ |
| Institut                | Date              |        |        |        |        |       |       |        |
| Forschungsgruppe Wahlen | 20 février 2020   | 39 %   | 24 %   | 12 %   | 8,5 %  | 6 %   | 5 %   | 5,5 %  |
| Universität Hamburg     | 20 février 2020   | 34 %   | 32 %   | 12 %   | 7 %    | 5 %   | 6 %   | 5 %    |
| Civey                   | 19 février 2020   | 35,4 % | 24,5 % | 13,8 % | 8,6 %  | 7,9 % | 5,2 % | 4,6 %  |
| INSA                    | 19 février 2020   | 38 %   | 23 %   | 13 %   | 8 %    | 7 %   | 5 %   | 6 %    |
| Forschungsgruppe Wahlen | 14 février 2020   | 37 %   | 25 %   | 13 %   | 8 %    | 7 %   | 4,5 % | 5,5 %  |
| Infratest Dimap         | 13 février 2020   | 38 %   | 23 %   | 14 %   | 8 %    | 6 %   | 5 %   | 6 %    |
| Trend Research Hamburg  | 10 février 2020   | 33 %   | 24 %   | 14 %   | 10 %   | 7 %   | 7 %   | 5 %    |
| Infratest Dimap         | 6 février 2020    | 34 %   | 27 %   | 14 %   | 8 %    | 7 %   | 5 %   | 5 %    |
| Infratest Dimap         | 23 janvier 2020   | 32 %   | 27 %   | 16 %   | 8 %    | 7 %   | 6 %   | 4 %    |
| Civey                   | 21 janvier 2020   | 30,2 % | 24,9 % | 15,7 % | 8,6 %  | 6,9 % | 7,2 % | 6,5 %  |
| Infratest Dimap         | 9 janvier 2020    | 29 %   | 29 %   | 15 %   | 9 %    | 7 %   | 7 %   | 4 %    |
| Trend Research Hamburg  | 9 janvier 2020    | 32 %   | 23 %   | 13 %   | 13 %   | 8 %   | 8 %   | 4 %    |
| Forsa                   | 6 janvier 2020    | 29 %   | 26 %   | 16 %   | 10 %   | 7 %   | 7 %   | 5 %    |
| Civey                   | 20 décembre 2019  | 30,4 % | 24,1 % | 13,6 % | 13,7 % | 7,5 % | 7,4 % | 3,3 %  |
| Infratest Dimap         | 17 décembre 2019  | 28 %   | 26 %   | 17 %   | 11 %   | 7 %   | 6 %   | 5 %    |
| Trend Research Hamburg  | 18 novembre 2019  | 32 %   | 23 %   | 13 %   | 12 %   | 8 %   | 7 %   | 4 %    |
| INSA                    | 12 novembre 2019  | 25 %   | 26 %   | 17 %   | 12 %   | 8 %   | 8 %   | 4 %    |
| Trend Research Hamburg  | 17 septembre 2019 | 28 %   | 28 %   | 14 %   | 11 %   | 9 %   | 6 %   | 4 %    |
| Policy Matters          | 28 mai 2019       | 30 %   | 22 %   | 16 %   | 11 %   | 10 %  | 9 %   | 2 %    |
| Universität Hamburg     | 20 mars 2019      | 35 %   | 29 %   | 15 %   | 9 %    | 4 %   | 6 %   | 3 %    |
| Infratest Dimap         | 25 février 2019   | 31 %   | 22 %   | 17 %   | 10 %   | 8 %   | 8 %   | 4 %    |
| Forsa                   | 7 janvier 2019    | 30 %   | 24 %   | 14 %   | 11 %   | 7 %   | 9 %   | 5 %    |
| Forsa                   | 16 avril 2018     | 36 %   | 18 %   | 16 %   | 12 %   | 7 %   | 7 %   | 4 %    |
| Policy Matters          | 7 mars 2018       | 28 %   | 15 %   | 22 %   | 14 %   | 10 %  | 8 %   | 3 %    |
| Universität Hamburg     | 24 novembre 2016  | 48 %   | 16 %   | 18 %   | 8 %    | 4 %   | 5 %   | 1 %    |
| Infrastest Dimap        | 7 avril 2016      | 39 %   | 15 %   | 18 %   | 11 %   | 8 %   | 6 %   | 3 %    |
| Trend Research Hamburg  | 21 janvier 2016   | 37 %   | 13 %   | 14 %   | 10 %   | 13 %  | 8 %   | 5 %    |

## Résultats
Chaque électeur étant doté de dix voix à répartir selon son choix, le total des voix est largement supérieur au nombre de votants. 
|                        |                                              |                  |                  |                  |                  |                 |                 |                 |                 |              |               |
| Partis                 | Partis                                       | Circonscriptions | Circonscriptions | Circonscriptions | Circonscriptions | Proportionnelle | Proportionnelle | Proportionnelle | Proportionnelle | Total sièges | +/−           |
| Partis                 | Partis                                       | Votes            | %                | Sièges           | +/−              | Votes           | %               | +/−             | Sièges          | Total sièges | +/−           |
|                        | Parti social-démocrate d'Allemagne (SPD)     | 1 401 459        | 34,93            | 28               | 7                | 1 591 098       | 39,24           | 6,40            | 26              | 54           | 4             |
|                        | Alliance 90 / Les Verts (Grünen)             | 1 031 967        | 25,72            | 20               | 7                | 980 361         | 24,18           | 11,92           | 13              | 33           | 18            |
|                        | Union chrétienne-démocrate d'Allemagne (CDU) | 604 332          | 15,06            | 15               | 3                | 452 372         | 11,16           | 4,74            | 0               | 15           | 5             |
|                        | Die Linke (Die Linke)                        | 446 287          | 11,12            | 7                | 3                | 368 471         | 9,09            | 0,58            | 6               | 13           | 2             |
|                        | Alternative pour l'Allemagne (AfD)           | 216 904          | 5,41             | 0                | en stagnation    | 214 596         | 5,29            | 0,80            | 7               | 7            | 1             |
|                        | Parti libéral-démocrate (FDP)                | 219 786          | 5,48             | 1                | en stagnation    | 201 162         | 4,96            | 2,47            | 0               | 1            | 8             |
|                        | Die PARTEI                                   |                  |                  |                  |                  | 56 775          | 1,40            | 0,50            | 0               | 0            | en stagnation |
|                        | Volt Hambourg (Volt)                         | 25 485           | 0,63             | 0                | en stagnation    | 52 241          | 1,29            | Nv.             | 0               | 0            | en stagnation |
|                        | Parti de protection des animaux (Tierschutz) |                  |                  |                  |                  | 27 017          | 0,67            | Nv.             | 0               | 0            | en stagnation |
|                        | Parti écologiste-démocrate (ÖDP)             | 25 871           | 0,64             | 0                | en stagnation    | 27 558          | 0,68            | 0,29            | 0               | 0            | en stagnation |
|                        | Électeurs libres (FW)                        | 16 362           | 0,41             | 0                | en stagnation    | 25 020          | 0,62            | Nv.             | 0               | 0            | en stagnation |
|                        | Parti d'action pour les animaux (APT)        |                  |                  |                  |                  | 21 491          | 0,53            | Nv.             | 0               | 0            | en stagnation |
|                        | Parti pirate (Piraten)                       | 17 582           | 0,44             | 0                | en stagnation    | 20 507          | 0,50            | 1,05            | 0               | 0            | en stagnation |
|                        | Parti des humanistes (PdH)                   |                  |                  |                  |                  | 8 381           | 0,21            | Nv.             | 0               | 0            | en stagnation |
|                        | Parti pour la recherche en santé (PfG)       |                  |                  |                  |                  | 7 811           | 0,19            | Nv.             | 0               | 0            | en stagnation |
|                        | Autres partis (4)                            | 6 225            | 0,15             | 0                | -                |                 |                 |                 |                 | 0            | en stagnation |
| Total des voix         | Total des voix                               | 4 012 260        | 100              |                  |                  | 4 054 861       | 100             |                 |                 |              |               |
|                        |                                              |                  |                  |                  |                  |                 |                 |                 |                 |              |               |
| Votes valides          | Votes valides                                | 812 373          | 97,67            |                  |                  | 819 401         | 98,52           |                 |                 |              |               |
| Votes blancs et nuls   | Votes blancs et nuls                         | 16 463           | 2,33             | 10 331           | 1,48             |                 |                 |                 |                 |              |               |
| Total                  | Total                                        | 831 715          | 100              | 71               | en stagnation    | 831 715         | 100             | -               | 52              | 123          | 2             |
| Abstentions            | Abstentions                                  | 484 860          | 36,83            |                  |                  |                 |                 |                 |                 |              |               |
| Inscrits/Participation | Inscrits/Participation                       | 1 316 575        | 63,17            |                  |                  |                 |                 |                 |                 |              |               |

## Analyse
La CDU obtient son pire score lors d'une élection régionale depuis 1951, lorsqu'elle reçut seulement 9 % des voix à Brême. Le mois précédent, le parti avait été déstabilisé par une grave crise politique en Thuringe, qui avait vu ses députés voter conjointement avec l'extrême droite pour l'investiture du ministre-président libéral Thomas Kemmerich, avant d'apporter leur soutien au socialiste Bodo Ramelow, ce qui a pu rendre confus les sympathisants conservateurs et a poussé la présidente fédérale du parti Annegret Kramp-Karrenbauer à annoncer sa démission et renoncer à succéder à Angela Merkel en 2021.
Bien qu'arrivé une nouvelle fois en tête, le SPD recule par rapport à 2015, souffrant de la perte de vitesse enregistrée par le parti au niveau fédéral.
Les Grünen deviennent la deuxième force politique de Hambourg, en doublant leur nombre de voix par rapport à 2015, profitant d'une dynamique très favorable pour le parti écologiste au niveau national depuis les élections européennes de 2019, en raison des préoccupations causées par le dérèglement climatique.
L'Alternative pour l'Allemagne (AfD), déjà peu implantée à Hambourg, est également en recul. L'une des explications pourrait être les récents attentats de Hanau, à caractère raciste et d'extrême-droite, dans lesquels la responsabilité des discours xénophobes de l'AfD dans le passage à l'acte du terroriste a été souligné par plusieurs commentateurs et acteurs politiques.

### Analyse sociologique
| Catégorie                      | SPD  | Grünen | CDU  | Linke | AfD  | FDP |
| ------------------------------ | ---- | ------ | ---- | ----- | ---- | --- |
| Catégorie                      |      |        |      |       |      |     |
| Sexe                           |      |        |      |       |      |     |
| Hommes                         | 37 % | 22 %   | 11 % | 10 %  | 7 %  | 6 % |
| Femmes                         | 40 % | 28 %   | 10 % | 9 %   | 3 %  | 4 % |
| Âge                            |      |        |      |       |      |     |
| Moins de 30 ans                | 27 % | 32 %   | 7 %  | 14 %  | 3 %  | 6 % |
| 30-44 ans                      | 30 % | 33 %   | 10 % | 10 %  | 5 %  | 4 % |
| 45-59 ans                      | 40 % | 25 %   | 12 % | 8 %   | 6 %  | 5 % |
| Plus de 60 ans                 | 56 % | 12 %   | 15 % | 6 %   | 6 %  | 5 % |
| Statut                         |      |        |      |       |      |     |
| Ouvrier                        | 46 % | 15 %   | 9 %  | 9 %   | 11 % | 3 % |
| Employé                        | 39 % | 26 %   | 11 % | 9 %   | 4 %  | 5 % |
| Fonctionnaire                  | 43 % | 26 %   | 11 % | 8 %   | 5 %  | 4 % |
| Indépendant                    | 31 % | 25 %   | 15 % | 10 %  | 6 %  | 9 % |
| Études                         |      |        |      |       |      |     |
| Hauptschulabschluss            | 61 % | 7 %    | 11 % | 5 %   | 8 %  | 4 % |
| Mittlere Reife                 | 46 % | 16 %   | 13 % | 7 %   | 8 %  | 4 % |
| Abitur (baccalauréat)          | 34 % | 28 %   | 10 % | 11 %  | 5 %  | 5 % |
| Hochschulabschluss (supérieur) | 32 % | 33 %   | 11 % | 10 %  | 3 %  | 6 % |